# Hissö
Hissö en ö med ett naturreservat i Helgasjön norr om Kronobergshalvön och Kronobergs slottsruin. Det ligger i Växjö socken i Växjö kommun i Småland (Kronobergs län).

## Natur och friluftsliv
Ön har flera vandringsleder och ett naturreservat med 150 till 200 år gammal bokskog. Det finns en mycket gammal ihålig ek. Stora delar av den planterade granskogen som fanns på ön föll under stormen Gudrun år 2005. Hissö båtklubb har sin hamn i södra änden. Längs öns stränder finns flera anlagda grillplatser med torrdass. I öns norra ände finns två hundbadplatser och en gångbro till Musön.

## Historia
Ön ägs till största delen av Statens fastighetsverk, förutom en privatfastighet med fyra byggnader nordväst om bron till fastlandet. Fastigheten heter Marieberg och boningshuset uppfördes under slutet av 1800-talet. Dagens vackra hus är nybyggt efter de gamla originalritningar, då huset brann ner under stormen Gudrun den 8 januari 2005.  På ön finns ett mindre naturreservat med gammal bokskog. På 1725 års karta finns inga byggnader på Hissö eller Musön.
På 1900-talets början var ön norr om dagens badplatser i norra änden, ängs- och vallmark tillhörande gården Stora Nybygget som även brukade Stora Musön och Äppleön. På västra sidan av Hissö fanns det även hag- och vallmark ca 200 m söder om Stora Nybyggets mark.

## Sportdykning
Hissö är en av flera möjliga dykplatser för sportdykare i Helgasjön. Istigning sker vanligtvis vid den östra badplatsen i närheten av Hissö udde. Även om Helgasjön kan nå ett djup på 25 meter är maxdjupet vid Hissö udde ca 5-6 meter.
Botten består framförallt av dy och diverse arter av sjögräs. Abborre, elritsa, gädda, musslor och kräfta kan påträffas framförallt under nattdyk i närheten av stranden.